# Liste der Kulturdenkmale in Engelbrechtsche Wildnis
In der Liste der Kulturdenkmale in Engelbrechtsche Wildnis sind alle Kulturdenkmale der schleswig-holsteinischen Gemeinde Engelbrechtsche Wildnis (Kreis Steinburg) aufgelistet (Stand: 10. März 2025).

## Legende
In den Spalten befinden sich folgende Informationen:
- Objekt-ID: die Nummer des Kulturdenkmales
- Lage: die Adresse des Kulturdenkmales und die geographischen Koordinaten. Kartenansicht, um Koordinaten zu setzen. In der Kartenansicht sind Kulturdenkmale ohne Koordinaten mit einem roten Marker dargestellt und können in der Karte gesetzt werden. Kulturdenkmale ohne Bild sind mit einem blauen Marker gekennzeichnet, Kulturdenkmale mit Bild mit einem grünen Marker.
- Offizielle Bezeichnung: Bezeichnung des Kulturdenkmales
- Beschreibung: die Beschreibung des Kulturdenkmales
- Bild: ein Bild des Kulturdenkmales

## Bauliche Anlagen
| Objekt-ID     | Lage                                             | Offizielle Bezeichnung | Beschreibung | Bild            |
| ------------- | ------------------------------------------------ | ---------------------- | --- | --------------- |
| 6790 Wikidata | Grillchaussee 152 (53° 47′ 8″ N, 9° 27′ 56″ O)   | Kate                   | sog. Kate am Rhin; vermutlich um 1800; eingeschossiger Fachwerkbau von sechs Fach Länge, Außenwände teilweise massiv ersetzt, reetgedecktes Walmdach - Begründung: geschichtlich, Kulturlandschaft prägend - Schutzumfang: gesamtes Objekt - Denkmaltyp: Bauliche Anlage | BW              |
| 1501 Wikidata | Herzhorner Rhin 21 (53° 47′ 13″ N, 9° 26′ 54″ O) | Poppenhuus             | Alteintragung (Aktualisierung vorgesehen) - Begründung: geschichtlich, städtebaulich - Schutzumfang: gesamtes Objekt - Denkmaltyp: Bauliche Anlage | Fotos hochladen |

## Quelle
- Liste der Kulturdenkmale in Schleswig-Holstein – Kreis Steinburg

- Karte mit allen Koordinaten:
- OSM |
- WikiMap